# Triptofano 2,3-dioxigenase
Em enzimologia, uma triptofano 2,3-dioxigenase EC 1.13.11.11 é uma enzima que  catalisa a reação química
L-triptofano + O2 {\displaystyle \rightleftharpoons } N-formill-L-quinurenina
Então, os dois substratos desta enzima são L-triptofano e O2, enquanto seu produto é N-formil-L-quinurenina. Esta enzima participa no metabolismo do triptofano.
Em humanos, triptofano 2,3-dioxigenase é  codificada pelo gene TDO2.
Triptofano 2,3-dioxigenase desempenha um papel central na regulação fisiológica do fluxo de triptofano no corpo humano. Catalisa o primeiro passo limitante da taxa de degradação do triptofano ao longo da via da quinurenina e, assim, regula os níveis sistémicos de triptofano.